# Bababuddinia bizonata
Bababuddinia bizonata är en insektsart som beskrevs av Bolívar, I. 1918. Bababuddinia bizonata ingår i släktet Bababuddinia och familjen gräshoppor. Inga underarter finns listade i Catalogue of Life.